# Autopista A3 (Cuba)
La Autopista La Habana - Melena del Sur es una autovía de 4 carriles, que conecta La Habana con el poblado de Melena del Sur, en la provincia de Mayabeque.

## Características
Cuenta con cuatro carriles: dos en cada senda con paseos de 3.75 m cada uno. Dispone de 3 m aproximadamente de ancho de separador central. La velocidad máxima es de 90 km/h en algunos tramos, y 80 en otros.

## Tramos construidos
La autopista sale del Primer Anillo de La Habana, a 6 km del reparto "El Eléctrico" en Arroyo Naranjo. Cuenta con un intercambio con la calle 100, y se extiende hacia 600 m del Puente del Viaducto de Paso Seco, construido para pasar sobre una zona de la Presa "Ejército Rebelde". En el km. 10 se encuentra un intercambio con la Calzada de Managua. Toma Nazareno, con otro cruce hacia Bejucal. Luego hace un entronque hacia Batabanó, donde se estrecha hacia Miraflores. Desde Allí parten dos carreteras: una hacia Guara, La Ruda y Playa Mayabeque, y la otra, completa los dos kilómetros faltantes para llegar a Melena del Sur.
| AUTOPISTA LA HABANA - MELENA DEL SUR (A-3)                        |      |           |                |
| Salida                                                            | ↓km↓ | Provincia | Notas          |
| Primer Anillo (enlace a otras carreteras y autopistas)            | 0.0  | La Habana |                |
| Habana - Las Guásimas                                             | 5.8  | La Habana |                |
| Habana - Managua                                                  | 10.2 | La Habana |                |
| Nazareno (hacia Bejucal)                                          | 16.8 | Mayabeque |                |
| Batabanó (hacia San Antonio de las Vegas y San José de las Lajas) | 20.0 | Mayabeque | un solo carril |
| Miraflores                                                        | 20.0 | Mayabeque | un solo carril |
| La Ruda                                                           | 26.0 | Mayabeque | un solo carril |
| Guara                                                             | 27.7 | Mayabeque | un solo carril |
| Melena del Sur                                                    | 32.5 | Mayabeque | un solo carril |